# Ann Henricksson
Ann Henricksson (31 oktober 1959) is een voormalig tennisspeelster uit de Verenigde Staten. Zij was actief in het proftennis van 1980 tot en met 1994.

## Loopbaan

### Enkelspel
Henricksson debuteerde in 1980, meteen op de WTA-tour, op het toernooi van Hilton Head. Zij stond in 1984 voor het eerst in een finale, op het toernooi van Sydney – zij verloor van Martina Navrátilová. In haar enkelspelcarrière veroverde Henricksson geen WTA-titels. In totaal stond zij drie keer in een finale, de laatste in 1989 in San Antonio, die ze verloor van Steffi Graf.
Haar beste prestatie op de grandslamtoernooien is het bereiken van de vierde ronde, op Wimbledon 1990 – zij verloor van de als derde geplaatste Monica Seles. Haar hoogste positie op de WTA-ranglijst is de 36e plaats, die zij bereikte in februari 1985.

### Dubbelspel
Henricksson debuteerde in 1978, meteen op de WTA-tour, op het toernooi van Bloomington/Minneapolis, samen met landgenote Caroline Stoll. Zij bereikten er de tweede ronde. Zij stond in 1983 voor het eerst in een WTA-finale, op het toernooi van Hershey, samen met landgenote Sherry Acker. In 1988 veroverde Henricksson haar eerste WTA-titel, op het toernooi van Sydney, samen met de Zwitserse Christiane Jolissaint, door Claudia Kohde-Kilsch en Helena Suková te verslaan. In totaal won zij drie WTA-titels (alle in 1988), de laatste in Schenectady.
Haar beste prestatie in het vrouwendubbelspel op de grandslamtoernooien is het bereiken van de kwartfinale, op de Australian Open 1984 samen met landgenote Robin White. Haar beste prestatie in het gemengd dubbelspel op de grandslamtoernooien is het bereiken van de halve finale, op Roland Garros 1987 samen met de Nederlander Michiel Schapers. Haar hoogste positie op de WTA-ranglijst is de 40e plaats, die zij bereikte in februari 1988.

## Posities op deWTA-ranglijst
Positie per einde seizoen:
| jaartal | rank enkel | rank dubbel |
| ------- | ---------- | ----------- |
| 1994    | 216        | 194         |
| 1993    | 139        | 125         |
| 1992    | 270        | 80          |
| 1991    | 141        | 120         |
| 1990    | 114        | 61          |
| 1989    | 53         | 74          |
| 1988    | 71         | 59          |
| 1987    | 60         | 64          |
| 1986    | 49         | 77          |
| 1985    | 53         | –           |
| 1984    | 40         | –           |
| 1983    | 133        | –           |

## Palmares
| Legenda                | Legenda                  |
| ---------------------- | ------------------------ |
| Grandslamtoernooi      |                          |
| Olympische Spelen      |                          |
| Year-End Championships |                          |
| tot 2009               | 2009 – 2020 / vanaf 2021 |
| Tier I                 | Premier Mandatory        |
| Tier II                | Premier Five / WTA 1000  |
| Tier III               | Premier / WTA 500        |
| Tier IV & V            | International / WTA 250  |
|                        | Challenger / WTA 125     |

### WTA-finaleplaatsen enkelspel
| nr.              | finale     | toernooi        | ondergrond | tegenstandster      | score         |
| ---------------- | ---------- | --------------- | ---------- | ------------------- | ------------- |
| gewonnen finales |            |                 |            |                     |               |
| geen             |            |                 |            |                     |               |
| verloren finales |            |                 |            |                     |               |
| 1.               | 1984-11-25 | WTA Sydney      | gras       | Martina Navrátilová | 1-6, 1-6      |
| 2.               | 1986-03-30 | WTA Phoenix     | hardcourt  | Beth Herr           | 0-6, 6-3, 5-7 |
| 3.               | 1989-03-05 | WTA San Antonio | hardcourt  | Steffi Graf         | 1-6, 4-6      |

### WTA-finaleplaatsen vrouwendubbelspel
| nr.              | finale     | toernooi          | ondergrond    | partner               | tegenstandsters                     | score         |
| ---------------- | ---------- | ----------------- | ------------- | --------------------- | ----------------------------------- | ------------- |
| gewonnen finales |            |                   |               |                       |                                     |               |
| 1.               | 1980-03-02 | WTA Columbus      | hardcourt (i) | Felicia Hutnick       | Lindsay Morse Candy Reynolds        | 7-6, 4-6, 6-4 |
| 2.               | 1988-01-10 | WTA Sydney        | gras          | Christiane Jolissaint | Claudia Kohde-Kilsch Helena Suková  | 7-6, 4-6, 6-3 |
| 3.               | 1988-04-24 | WTA Taipei        | tapijt (i)    | Patty Fendick         | Belinda Cordwell Julie Richardson   | 6-2, 2-6, 6-2 |
| 4.               | 1988-07-24 | WTA Schenectady   | hardcourt     | Julie Richardson      | Lea Antonoplis Cammy MacGregor      | 6-3, 3-6, 7-5 |
| verloren finales |            |                   |               |                       |                                     |               |
| 1.               | 1983-02-14 | WTA Hershey       | tapijt (i)    | Sherry Acker          | Lea Antonoplis Barbara Jordan       | 3-6, 4-6      |
| 2.               | 1983-10-02 | WTA Bakersfield   | hardcourt     | Patricia Medrado      | Kylie Copeland Lori McNeil          | 4-6, 3-6      |
| 3.               | 1984-01-09 | WTA Hershey       | tapijt (i)    | Nancy Yeargin         | Kateřina Skronská Marcela Skuherská | 1-6, 3-6      |
| 4.               | 1989-04-10 | WTA Singapore     | hardcourt     | Beth Herr             | Belinda Cordwell Elizabeth Smylie   | 7-6, 2-6, 1-6 |
| 5.               | 1989-04-17 | WTA Japan (Tokio) | hardcourt     | Beth Herr             | Jill Hetherington Elizabeth Smylie  | 1-6, 3-6      |
| 6.               | 1990-02-19 | WTA Washington    | tapijt (i)    | Dianne Van Rensburg   | Zina Garrison Martina Navrátilová   | 0-6, 3-6      |

## Resultaten grandslamtoernooien
| Legenda | Legenda                          |
| ------- | -------------------------------- |
| g.t.    | geen toernooi gehouden           |
| l.c.    | lagere categorie                 |
| –       | niet deelgenomen                 |
| G       | uitgeschakeld in de groepsfase   |
| 1R      | uitgeschakeld in de eerste ronde |
| 2R      | uitgeschakeld in de tweede ronde |
| 3R      | uitgeschakeld in de derde ronde  |
| 4R      | uitgeschakeld in de vierde ronde |
| KF      | uitgeschakeld in de kwartfinale  |
| HF      | uitgeschakeld in de halve finale |
| F       | de finale verloren               |
| W       | het toernooi gewonnen            |
| w-v     | winst/verlies-balans             |

### Enkelspel
| Toernooi        | 1982 | 1983 | 1984 | 1985 | 1986 | 1987 | 1988 | 1989 | 1990 | 1991 |
| --------------- | ---- | ---- | ---- | ---- | ---- | ---- | ---- | ---- | ---- | ---- |
| Australian Open | –    | –    | –    | 3R   | –    | 2R   | 2R   | 1R   | 2R   | 1R   |
| Roland Garros   | –    | 2R   | 1R   | 2R   | 1R   | 1R   | –    | –    | –    | –    |
| Wimbledon       | –    | 2R   | 1R   | 2R   | 2R   | 3R   | 2R   | 2R   | 4R   | 1R   |
| US Open         | 2R   | 1R   | 2R   | 3R   | 1R   | 3R   | 2R   | 1R   | 1R   | –    |

### Vrouwendubbelspel
| Toernooi        | 1982 | 1983 | 1984 | 1985 | 1986 | 1987 | 1988 | 1989 | 1990 | 1991 | 1992 | 1993 | 1994 |
| --------------- | ---- | ---- | ---- | ---- | ---- | ---- | ---- | ---- | ---- | ---- | ---- | ---- | ---- |
| Australian Open | –    | 3R   | KF   | 2R   | –    | 2R   | 3R   | 3R   | 1R   | 3R   | 1R   | –    | 1R   |
| Roland Garros   | 2R   | 1R   | 1R   | 1R   | 2R   | 2R   | –    | –    | –    | –    | –    | 1R   | –    |
| Wimbledon       | 1R   | 1R   | 2R   | 2R   | 1R   | 3R   | 2R   | 1R   | 2R   | 1R   | –    | 1R   | –    |
| US Open         | 1R   | 2R   | 2R   | 2R   | 2R   | 2R   | 3R   | 2R   | 2R   | 1R   | 2R   | 1R   | –    |

### Gemengd dubbelspel
| Toernooi        | 1987 | 1988 | 1989 |    | 1993 |
| --------------- | ---- | ---- | ---- | -- | ---- |
| Australian Open | –    | 2R   | 1R   | –  |      |
| Roland Garros   | HF   | –    | –    | 1R |      |
| Wimbledon       | 1R   | 1R   | –    | 1R |      |
| US Open         | 3R   | 1R   | –    | –  |      |